# 變調假期
《變調假期》（英語：The Weekend Away）是一部2022年上映於Netflix的美國驚悚片，改編自莎拉安德森2020年的同名小說。 貝斯（蕾頓·米絲特飾）和摯友凱特一同去克羅埃西雅度假，凱特卻於途中突然消失。貝斯必須自證清白，並調查真相。  

## 外部連結
- 在Netflix上觀看《變調假期》
- 互联网电影数据库（IMDb）上《變調假期》的资料（英文）